# Dolina Strążyska

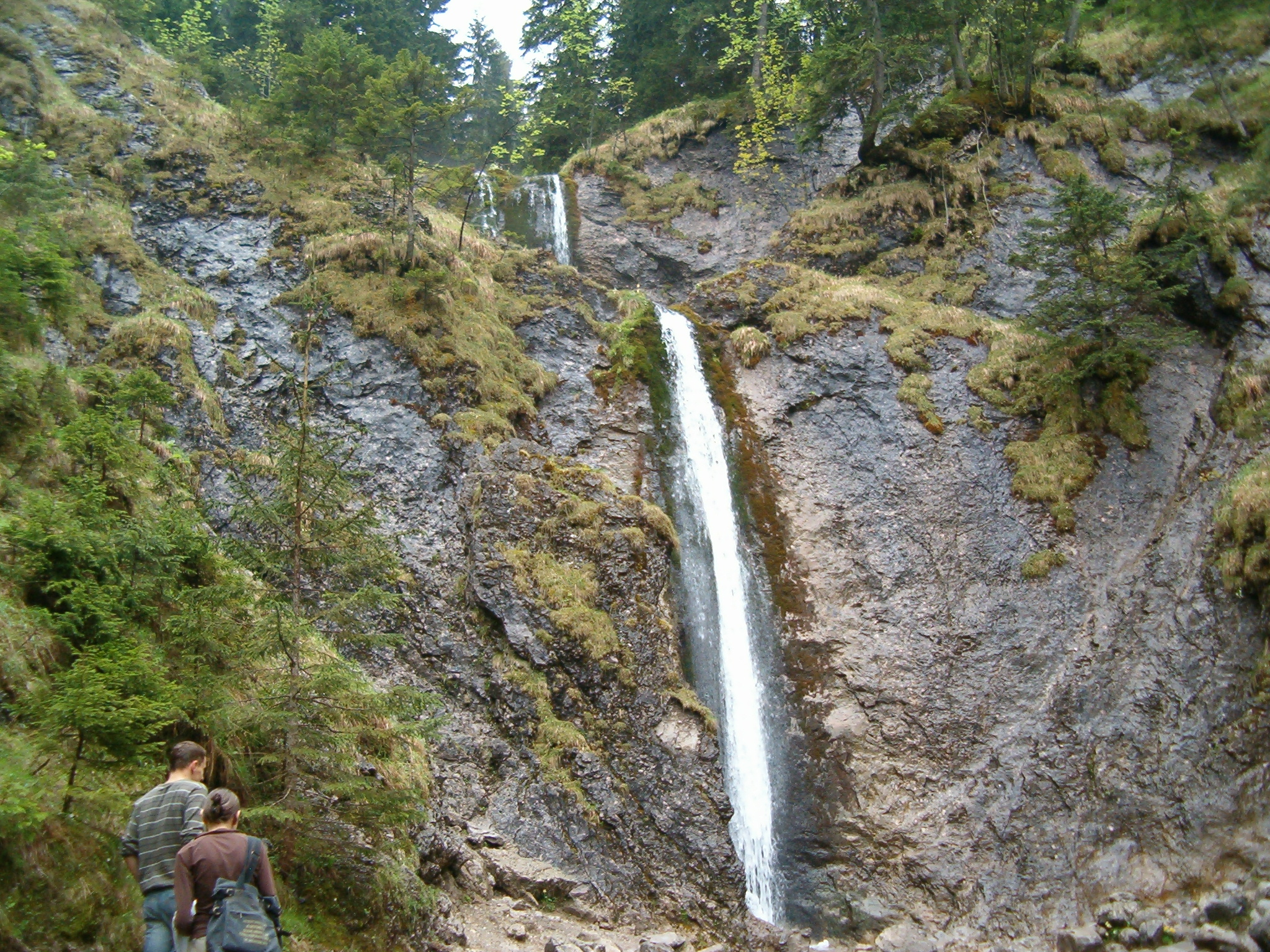
Wasserfall Siklawica

Die eiszeitlich durch Gletscher geformte Dolina Strążyska ist ein Tal in der polnischen Westtatra in der Woiwodschaft Kleinpolen.

## Geographie
Das Tal ist rund drei Kilometer lang und von über 1894 Meter hohen Bergen umgeben, u. a. dem Massiv des Giewonts. Es hat eine Fläche von ungefähr vier Quadratkilometern.
Das Tal fällt von Südwesten nach Nordosten von ungefähr 1894 Höhenmetern auf 900 Höhenmeter herab. Es wird vom Strążyski Potok durchflossen. Das Tal öffnet sich im Vortatragraben auf dem Gebiet des Zakopaner Stadtteils Spadowiec. Auf dem Gebirgsbach befindet sich der Wasserfall Siklawica.

## Etymologie
Der Name lässt sich übersetzen als „Tal des Strążyski“.

## Flora und Fauna
Das Tal liegt oberhalb und unterhalb der Baumgrenze und wird im oberen Bereich von Bergkiefern und im unteren Bereich von Nadelwald bewachsen. Das Tal ist Rückzugsgebiet für zahlreiche Säugetiere und Vogelarten.

## Klima
Im Tal herrscht Hochgebirgsklima.

## Almwirtschaft
Vor der Errichtung des Tatra-Nationalparks im Jahr 1954 wurde das Tal  für die Almwirtschaft genutzt. Danach wurden die Eigentümer der Almen enteignet bzw. zum Verkauf gezwungen. Ehemalige Almhütten befinden sich noch im Tal auf der Strążyska-Alm.

## Tourismus
Durch das Tal führen zahlreiche Wanderwege von den umgebenden Bergpässen und Gipfeln. 
- ▬ Ein rot markierter Wanderweg führt von Zakopane durch das Tal auf den Giewont.
- ▬ Ein gelb markierter Wanderweg führt von Zakopane zum Wasserfall Siklawica.
- ▬ Ścieżka nad Reglami: Ein gelb markierter Wanderweg führt vom Zakopaner Stadtteil Kuźnice durch das Tal ins Kościeliska-Tal.

Sechs Prozent des ganzen Touristenverkehrs in der Tatra finden in diesem kleinen, aber von Zakopane leicht erreichbaren Tal statt.

## Panorama

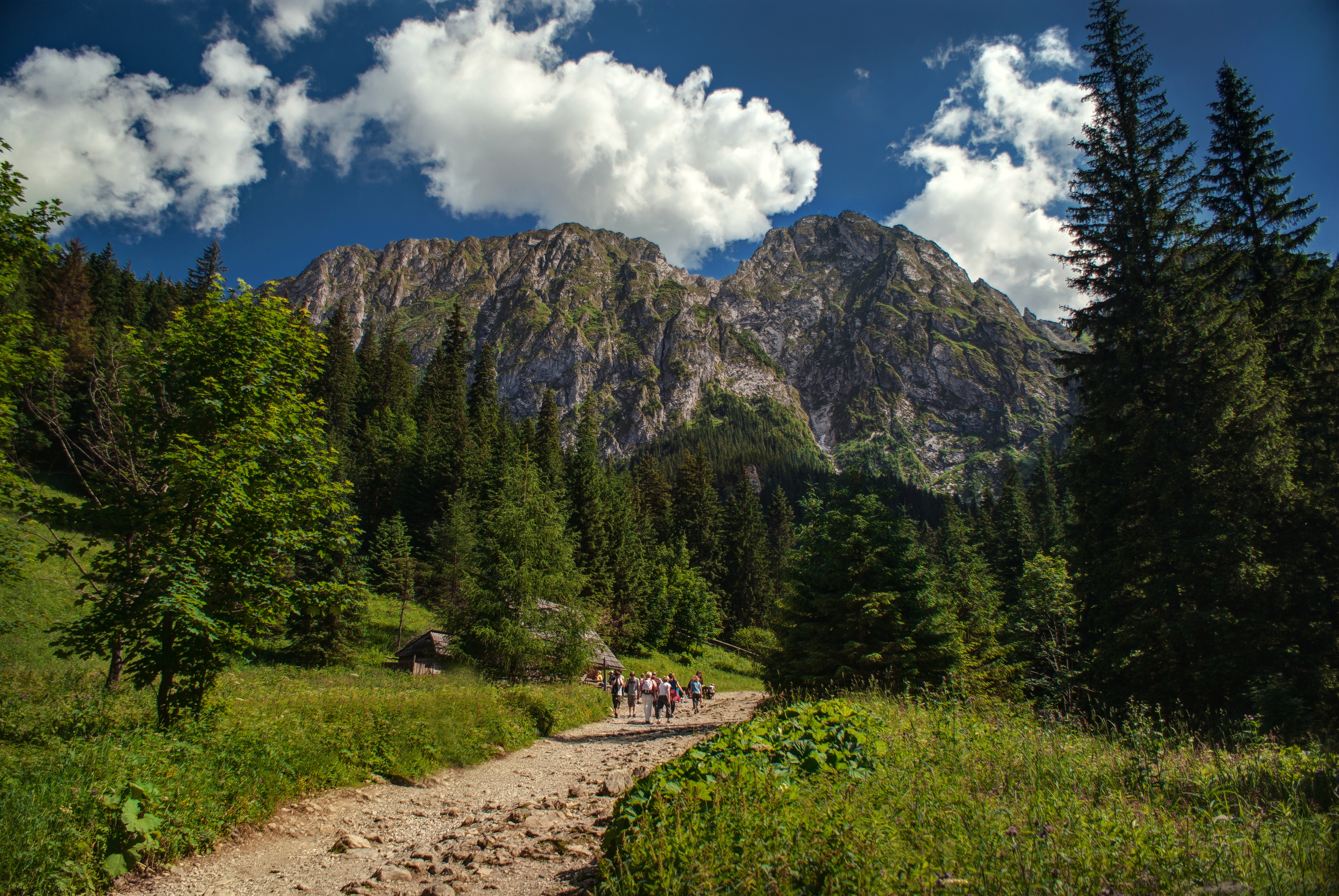
Alm Polana Strążyska mit Giewont im Hintergrund